# Wejście-wyjście (automatyka)
Wejście-wyjście układu (obiektu) – pojęcia używane w teorii sterowania, odnoszące się do odpowiednich punktów (np. obserwowanego, sterowanego) obiektu:
- Poprzez punkty będące wejściami na dany układ oddziałują, ze strony jego środowiska, określone wymuszenia (sygnały, wielkości wejściowe). Wymuszeniami mogą być zarówno sygnały sterujące (sterowania) jak i sygnały zakłócające (zakłócenia). O ile sygnały sterujące są zwykle zmieniane celowo, to sygnały zakłócające zazwyczaj mają charakter losowy (przypadkowy).

- Poprzez punkty będące wyjściami dany układ oddziałuje na środowisko, w którym się znajduje. Takie oddziaływania nazywane są odpowiedziami, wielkościami wyjściowymi układu lub sygnałami wyjściowymi układu. W punktach wyjścia układu można wykonywać pomiary lub obserwować działanie układu, są to więc punkty będące (czasami jedynym) źródłem informacji o obiekcie.

Pojęcia wejście i wyjście układu bywają nieco sprzeczne z intuicją, gdyż nie są one tożsame odpowiednio: z punktami wpływania i wypływania (ujścia) na przykład substancji albo energii. Przykładowo, gdy obiektem jest zbiornik to wejściem może być wypływ mierzony w miejscu ujścia cieczy ze zbiornika, a wyjściem poziom tej cieczy w rozważanym zbiorniku.
Liczba wejść czy wyjść nie jest tożsama z liczbą wymiarów całego układu. O układzie wielowymiarowym mówi się w przypadkach, gdy układ ma wiele zmiennych (często jest to też układ o wielu wejściach i/lub wielu wyjściach, jednak niekoniecznie, gdyż część zmiennych mogą stanowić zmienne stanu).